# Lesley Ann Brandt
Lesley Ann Brandt (Cape Town, Južnoafrička Republika, 2. prosinca 1981.) je južnoafričko-novozelandska glumica. Tečno govori engleski i afrikaans jezik. Kao dijete trenirala je hokej i bejzbol i bavila se jogom. 1999. godine zajedno s roditeljima i mlađim bratom emigrirala je u Novi Zeland gdje se uspješno bavi glumom u domaćim filmovima i serijama. Prije nego što je iskušala svoj talent glumom na televiziji radila je u maloprodaji u novozelandskom gradu Aucklandu. Također je radila i kao model i promo-djevojka za Red Bull. Bila je često viđena na novozelandskim reklamama, a u to vrijeme studirala je glumu. Svoj uočljiviji nastup zabilježila je u novozelanskoj tv - seriji Diplomatic Immunity, a nedugo nakon toga je imala nastup u sapunici Ovo nije moj život. Ipak mnogobrojnim gledateljima ona je najpoznatija po ulozi Naevie u američkoj povijesnoj seriji Spartak. Trenutačno živi i radi u dva grada, Aucklandu i Los Angelesu.

## Filmografija
| Godina | Film                       | Uloga               |       |         |          |
| 2007.  | Ulica Shortland            | Sonia               |       |         |          |
| 2009.  | Diplomatic Immunity        | Leilani Fa'auigaese |       |         |          |
| 2010.  | Spartak : Krv i pijesak    | Naevia              |       |         |          |
| 2010.  | Legend of the Seeker       | Thea                |       |         |          |
| 2010.  | Želje i snovi Gazza Snella | Sharon              |       |         |          |
| 2010.  | Ovo nije moj život         | reporterka          |       |         |          |
| 2011.  | Chuck                      | Fatima Tazi         |       |         |          |
| 2011.  | Spartak                    | Naevia              |       |         |          |
| 2011.  | CSI: NY                    | Camille Jordanson   |       |         |          |
| 2011.  | InSight                    | Valerie Khoury      |       |         |          |
| 2011.  | Memphis Beat               | Adriana             |       |         |          |
| 2011.  | Duke                       | Violet              |       |         |          |
| 2011.  | Zombie Acopalypse          | Cassie              |       |         |          |
| 2012.  | A Beautiful Soul           | Angela Berry        |       |         |          |
| 2012.  | Drift                      | Lani                | 2015. | Lucifer | Mazikeen |

## Vanjske poveznice
- Službena stranica
- Lesley Ann Brandt u internetskoj bazi filmova IMDb-u (engl.)